# Hans Christian Andersens Hus

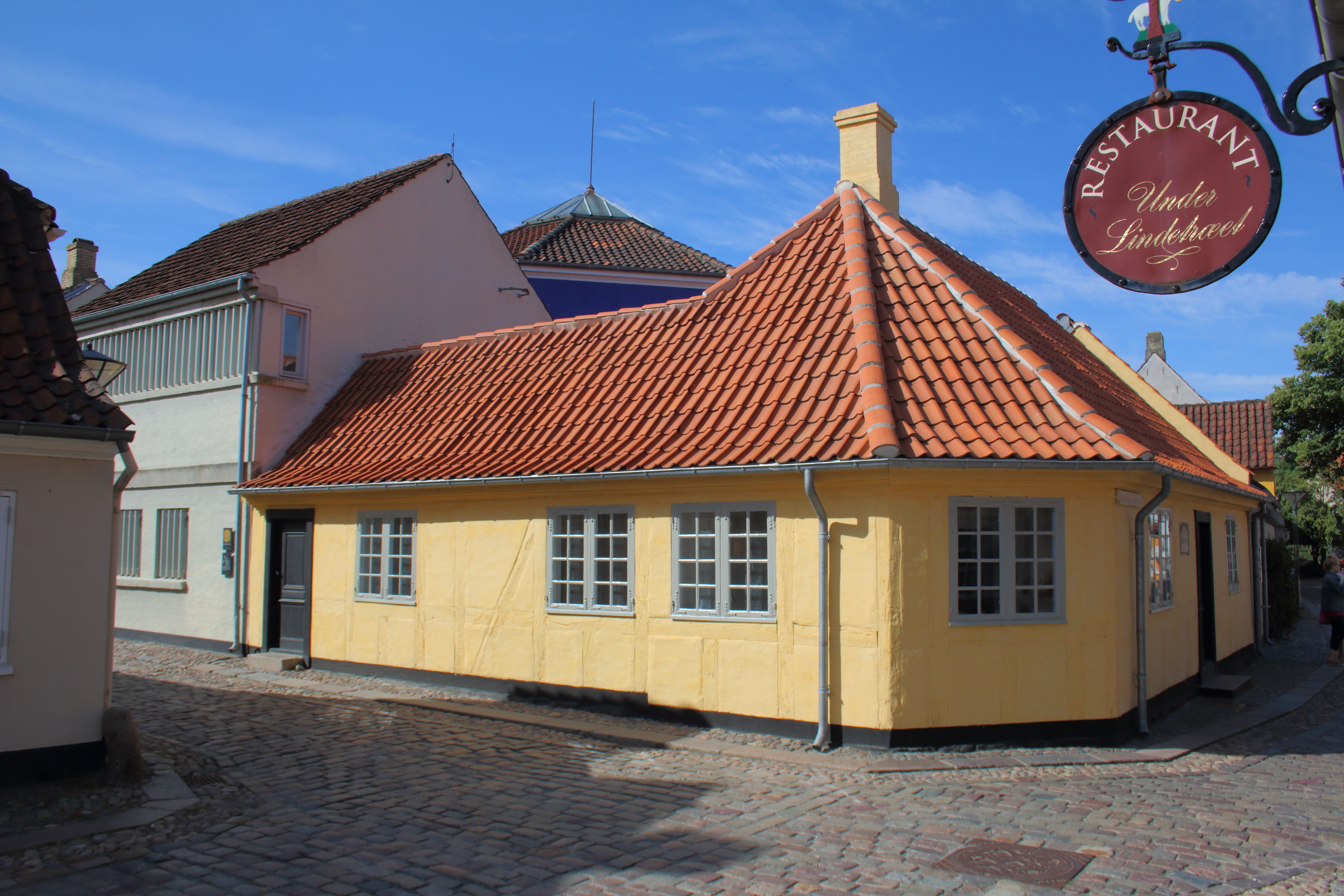
Het geboortehuis

Hans Christian Andersens Hus, ook genaamd H.C. Andersens Odense, is een museum in Odense in Denemarken, dat gewijd is aan de sprookjesschrijver Hans Christian Andersen (1805-1875). Het maakt deel uit van de stichting Museum Odense.
Het bestaat uit twee onderdelen: het huis aan de Hans Jensens Stræde dat in 1905 door de stad Odense werd aangekocht omdat het waarschijnlijk Andersens geboortehuis is geweest, en een moderne aanbouw van 5600 vierkante meter uit 2021 naar plannen van de Japanse architect Kengo Kuma (geïnspireerd door Andersens sprookje De tondeldoos) met de tuin H.C. Andersen Haven, waarin de fantasiewereld van Andersens sprookjes wordt belicht.
Elders in Odense, aan de Munkemøllestræde, bevindt zich het huis waar Andersen opgroeide van 1807 tot 1819, onder de naam H.C. Andersens Barndomshjem. 